# Henry Christy
Henry Christy (* 26. Juni 1810 in Kingston upon Thames; † 4. Mai 1865) war ein britischer Bankier, der sich in selbst finanzierten Forschungen zugleich große Verdienste als Archäologe und Ethnologe erworben hat. In enger Zusammenarbeit mit Édouard Lartet begründete er nach gemeinsamen Ausgrabungen die Einteilung des Paläolithikums (Altsteinzeit) in Alt- und Jungpaläolithikum. 1861 stellten Christy und Lartet gemeinsam ein erstes chronologisches System steinzeitlicher Kulturen auf, wobei sich die beiden Autoren am Prinzip von Leitfossilien der Paläontologie orientierten:
- „Periode des großen Höhlenbären“ (= Neandertaler-Zeit)
- „Periode des Mammuts“ (= älteres Jungpaläolithikum)
- „Periode des Rentiers“" (= Magdalénien)
- „Periode des Auerochsen sowie des geschliffenen Beiles“ (= Jungsteinzeit).

Diese paläontologisch inspirierte Einteilung wurde 1867 durch Gabriel de Mortillet erweitert, der erstmals rein archäologische Termini (anhand typischer Fundstellen) zur chronologischen Gliederung verwendete. 
Christys Tod im Jahre 1865 verhinderte eine maßgebliche Beteiligung an den Bänden der Reliquiae Aquitanicae, einem Sammelwerk in englischer Sprache, das alle Grabungsergebnisse in Aquitanien zusammenfasste. Die beiden Bände (Textband + Tafelband) wurden posthum veröffentlicht und von Édouard Lartet redigiert.

## Schriften
- mit Édouard Lartet: Reliquiae Aquitanicæ. Being contributions to the Archæology and Palæontology of Périgord and the adjoining provinces of Southern France. Williams & Norgate u. a., London u. a. 1865–1875, (Digitalisat).
- mit Édouard Lartet: Sur des figures d'animaux gravées ou sculptées et autres produits d'art et d'industries rapportables aux temps primordiaux de la période humaine. In: Revue archéologique. Nouvelle Série Bd. 9, 1864, ISSN 0035-0737, S. 233–267, JSTOR:41734377.

| Personendaten    | Personendaten                       |
| ---------------- | ----------------------------------- |
| NAME             | Christy, Henry                      |
| KURZBESCHREIBUNG | britischer Archäologe und Ethnologe |
| GEBURTSDATUM     | 26. Juni 1810                       |
| GEBURTSORT       | Kingston upon Thames                |
| STERBEDATUM      | 4. Mai 1865                         |